# Cantón de Lorrez-le-Bocage-Préaux
El cantón de Lorrez-le-Bocage-Préaux era una división administrativa francesa, que estaba situada en el departamento de Sena y Marne y la región de Isla de Francia.

## Composición
El cantón estaba formado por dieciséis comunas:
- Blennes
- Chevry-en-Sereine
- Diant
- Égreville
- Flagy
- Lorrez-le-Bocage-Préaux
- Montmachoux
- Noisy-Rudignon
- Paley
- Remauville
- Saint-Ange-le-Viel
- Thoury-Férottes
- Vaux-sur-Lunain
- Villebéon
- Villemaréchal
- Voulx

## Supresión del cantón de Lorrez-le-Bocage-Préaux
En aplicación del Decreto n.º 2014-186 de 18 de febrero de 2014, el cantón de Lorrez-le-Bocage-Préaux fue suprimido el 22 de marzo de 2015 y sus 16 comunas pasaron a formar parte del nuevo cantón de Nemours.